# A majmok kastélya
A majmok kastélya (eredeti cím: Le château des singes) 1999-ben bemutatott francia–brit–német–magyar 2D-s számítógépes animációs film, amelyet Jean-François Laguionie rendezett. Az animációs játékfilm Gerd Hecker Patrick Moine Steve Walsh. A forgatókönyvet Norman Hudis és Jean-François Laguionie írta, a zenéjét Alexandre Desplat szerezte. A mozifilm a Cologne Cartoon, a Les Films du Triangle és a Steve Walsh Productions gyártásában készült, a MK2 Diffusion és a Harvey Entertainment forgalmazásában jelent meg. Műfaja kalandfilm. 
Franciaországban 1999. június 2-án mutattak be a mozikban, Magyarországon 2001. december 26-án a M1-en vetítették le a televízióban.

## Cselekmény
Az idők kezdetén a majomtársadalom békésen éldegélt a szavannákon, mígnem egy szörnyűséges árhullám két nemzetségre szakította őket. Néhányan úgy élték túl, hogy sikerült a közelben lévő erdő óriás fáira kapaszkodniuk, mások a vízből kiálló sziklákra menekültek. Hosszú évek elteltével az ily módon kettészakadt majomtársadalom különböző fejlődési folyamaton ment át. A fankók a fenti világ majomtársadalma, akik a magas fák, az égig érő fák lombozatán tanyáznak, és nincs nagyobb félelmük, mint alázuhanni a "lenti világba", melyben hatalmas veszélyek és rosszindulatú szörnyek lakoznak.
A fiatal Kom ennek ellenére kíváncsi a lenti világra, ezért túl alacsonyra ereszkedik, és a leesik a lankók világába. A zuhanás során elveszíti eszméletét, és a lankók jóságos királya találja meg, aki – tanulmányozás céljából – a kastélyába hozatja. Miután felébred, Kom érdekes új világgal találja szemben magát: hozzá alakban és beszédben igen hasonló majmok különböző szöveteket aggatnak magukra, könyveket bújnak és hiábavalóságokat cselekszenek. Hamarosan azonban jön az öreg Flavius mester, aki nem csak a tudományokra tanítja meg, hanem a civilizált viselkedésre és az etikettre is, cserébe Kom józan paraszti eszével nyűgözi le az idős tudóst. A tanulás során megismerkedik egy kedves szolgálólánnyal, Ginával is, akit vonz Kom merészsége, és hamarosan egymásba szeretnek. A tanítás végeztével bemutatják Komot az udvar népének, aki a nemesekben megrökönyödést kelt őszinteségével, vidámságával és szabad beszédével (illetve üvöltésével), ám a királynak pont ez tetszik meg benne, így udvari bolondjává fogadja.
A király hamarosan megmutatja Komnak a találmányait, melyek közül eggyel a majmok is képesek repülni, egy másikkal pedig – aminek célját még Serignol, a kancellárja előtt is titkolja – át tudnak kelni az elátkozott tavon, melynek túloldalán az ígéret földje várja őket. Mikor a kancellár kiszagolja, hogy mire készül a király, megretten, hogy meghiúsul hosszú ideje dédelgetett terve, – aminek érdekében elhitette a néppel, hogy a király gyengekezű uralkodó, és folyamatosan mérgezi lányát, Ida hercegnőt – hogy átvegye a hatalmat, így szolgájával Gorinnal felgyújtatja a hajót.
Egy nap hó esik a királyságban, az elátkozott tó pedig befagy, így a jég természetét nem ismerő majmok az istenek üzenetének veszik, és elindulnak a túlpartra, azonban a jégpáncél beszakad, és a vonuló seregből csak Kom, és a király elsőtisztje, Ludovik éli túl. Serignol közben már saját koronázását tervezi, és miután többé már nincs szüksége a királylányra, halálos adag mérget akar beadni neki. A szemfüles Gina azonban kifigyeli őket, és elmondja Komnak, hogy mit látott, mire ő visszaemlékszik népe legendáira egy virágról, ami segíthet. Kom megszerzi az ellenszert, és így a hercegnő még időben felépül, hogy megakadályozhassák Serignol koronázását.
Ida királynő személyében bölcs uralkodónőt kap a majmok kastélya, aki a túlpart elérése helyett a jelenlegi élet boldogságát tűzi ki célul, Kom és Gina pedig kibékítik az idők hajnalán kettészakított majomnemzetséget.

## Szereplők
| Szereplő                | Eredeti hang       | Eredeti hang                       | Magyar hang        |
| Szereplő                | Francia hang       | Angol hang                         | Magyar hang        |
| ----------------------- | ------------------ | ---------------------------------- | ------------------ |
| Narrátor                | Paul Barge         | Miles Laddie                       | Mihályi Győző      |
| Kom                     | Tara Römer         | Matt Hill Paul Holmes (ének)       | Miller Zoltán      |
| Gina                    | Nadia Farès        | Sally Ann Marsh                    | Németh Borbála     |
| Kancellár (Sebastian)   | Jean Piat          | John Hurt                          | Reviczky Gábor     |
| Gorine (Gerard)         | Patrick Préjean    | Rik Mayall                         | Kerekes József     |
| Király                  | Pierre Arditi      | Michael York                       | Papp János         |
| Flavius (Martin) mester | Michael Lonsdale   | Michael Gambon Robert Henry (ének) | Makay Sándor       |
| Komorna                 | Janine Souchon     | Shirley Anne Field                 | Martin Márta       |
| Korkonak                | Yves Barsacq       | French Tickner                     | Gruber Hugó        |
| Ida hercegnő            | Ivana Coppola      | Diana Quick                        | Major Melinda      |
| Ludovik (Lionel)        | Bruno Choël        | William Vanderpuye                 | Pusztaszeri Kornél |
| Gavin                   | Lionel Melet       | Paul Dobson                        | Selmeczi Roland    |
| Mama                    | Laurence Jeanneret | Janyse Jaud                        | Pálos Zsuzsa       |

További magyar hangok: Csuha Lajos, F. Nagy Zoltán, Faragó András, Kapácsy Miklós, Koncz István, Palóczy Frigyes, Pusztai Péter, Tardy Balázs, Vizy György

## Betétdalok
| Magyar                  | Magyar                                    | Francia                     | Francia                                       | Angol      | Angol                                    |
| Dal                     | Előadó                                    | Dal                         | Előadó                                        | Dal        | Előadó                                   |
| ----------------------- | ----------------------------------------- | --------------------------- | --------------------------------------------- | ---------- | ---------------------------------------- |
| Az évszak fő            | Makay Sándor Németh Borbála Miller Zoltán | Chanson des livres          | Michael Lonsdale Nadia Farès Stéphane Peccoux | Assimilate | Robert Henry Sally Ann Marsh Paul Holmes |
| Kom dala                | Miller Zoltán                             | Chanson de Kom              | Stéphane Peccoux                              | Kom's song | Paul Holmes                              |
| Én leszek a király      | Reviczky Gábor                            | Chanson de Sérignole        | Jean Piat                                     | To Be King | John Hurt                                |
| Végefőcím Egyek vagyunk | eredeti nyelven                           | Chanson du générique de fin | Nadia Farès José Germain Alexandre Desplat    | We Are One | Westlife                                 |

## Televíziós megjelenések
M1, Minimax, M2 